# Richbunea incomposita
Richbunea incomposita är en mossdjursart som först beskrevs av Gordon 1984.  Richbunea incomposita ingår i släktet Richbunea och familjen Celleporidae. Inga underarter finns listade i Catalogue of Life.